# Leroy Robertson
Leroy Robertson (21 décembre 1896 - 25 juillet 1971) est un compositeur et enseignant américain.

## Biographie
Robertson est né à Fountain Green en Utah. Un de ses premiers professeurs est Anthony C. Lund. Il est diplômé du New England Conservatory of Music avec un certificat de musique en école publique et des diplômes en composition, violon (il travaille avec Harrison Keller), et piano en 1923, la même année où il reçoit le prix Endicott pour son Ouverture en mi mineur. Après son diplôme, Robertson enseigne la musique au lycée North Cach de Richmond (Utah) et au lycée de Pleasant Grove (Utah), où il supervise aussi l'enseignement de la musique pour les écoles du district Alpine.
Robertson est nommé à la faculté de musique de la Brigham Young University en 1925. Très vite, il devient professeur et président du Département de musique, poste qu'il occupe jusqu'en 1948. En 1930, Robertson étudie avec Ernest Bloch au Conservatoire de musique de San Francisco. Il continue ses études avec Bloch à Roveredo Capriasca, en Suisse, en 1932, puis avec Hugo Leichtentritt à Berlin, en Allemagne, en 1933. Robertson reçoit un BA degree et un MA degree de la Brigham Young University en juin 1933.
Entre 1933 et 1945 Robertson compose plusieurs pièces pour piano et pour orgue, ainsi que pour les instruments à cordes, dont "Songs from the Shadow", "Fantasia pour orgue", "Quatuor à cordes" et "Punch and Judy". C'est aussi pendant cette période qu'il commence à travailler sur l'"Oratorio from the Book of Mormon". En 1945, Robertson est récompensé par l'Utah Institute of Fine Arts pour "Rhapsodie pour piano et orchestre" et gagne le Reichhold Award de 25000$ pour "Trilogy pour orchestre" en 1947, qui est créé par le Detroit Symphony Orchestra avec le chef Karl Krueger. L'année suivante, il est nommé professeur et président du département de musique de l'Université de l'Utah, poste qu'il a occupé jusqu'en 1962. Son "Concerto pour violon et orchestre" est créé par Maurice Abravanel à l'occasion du centenaire de l'Université de l'Utah en 1950 avec l'Orchestre symphonique de l'Utah et le violoniste Tibor Zelig comme soliste . En 1954, il reçoit son doctorat de l'Université de Californie du Sud.
Robertson a joué un rôle important dans la promotion de l'Orchestre symphonique de l'Utah et de la musique classique à Salt Lake City.
Il est particulièrement connu pour son Oratorio from the Book of Mormon, qui est créé en 1953. Le morceau Notre Père de cet oratorio a été enregistré par le Mormon Tabernacle Choir et édité en tant que seconde face de leur single 45 tours The Battle Hymn of the Republic, qui s'est hissé dans le top 50.
Parmi les œuvres de Robertson en 1948 figure la musique de l'hymne LDS "Up! Arose Thee, O Beautiful Zion", sur des paroles de Emily H. Woodmansee. Et dans l'édition de 1985 des hymnes de l'Église de Jésus-Christ des saints des derniers jours, il y a un hymne dont il a écrit les paroles et huit dont il a composé la musique (dont celui avec ses paroles).

## Œuvres (sélection)[4]

### Musique orchestrale
- Endicott Overture (1923)
- Prélude, Scherzo et Ricercare pour orchestre (1940)
- Rhapsodie pour piano et orchestre (1944)
- Punch and Judy Overture (1945)
- Trilogy, pour orchestre (1947)
- Concerto pour violon (1948)
- Concerto pour piano (1966)
- Passacaglia, pour orchestre

### Musique de chambre
- Quintette avec piano (1938)
- Quatuor à cordes (1940)
- American Serenade (Sérénade américaine), pour quatuor à cordes (1944)
- Fantasia pour orgue

### Musique vocale et chorale
- The Book Of Mormon, oratorio (1953)
- Come, Come, Ye Saints, pour chœur
- Hatikva, pour chœur
- From The Crossroads, pour chœur
- The Lord's Prayer, pour chœur